# Chasseurs fantômes
 (8 août 2023).
Pour les articles homonymes, voir Foo Fighters (homonymie).

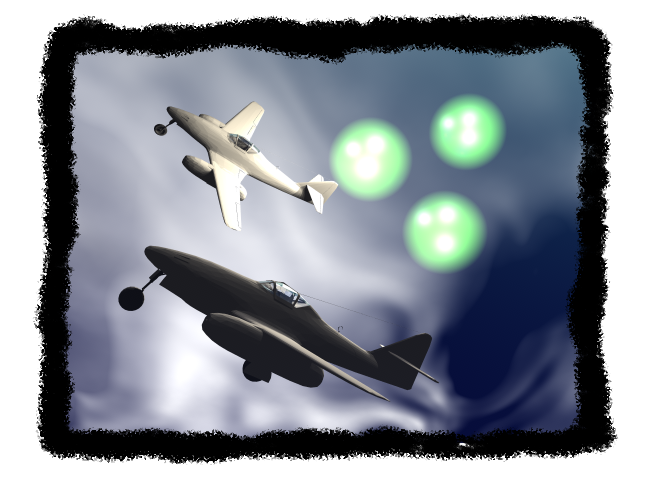
Représentation artistique de chasseurs fantômes (foo fighters).

Les chasseurs fantômes (foo fighters en anglais) sont des phénomènes aériens généralement constitués par une ou plusieurs boules lumineuses blanches, jaunes ou rouges, parfois des disques, signalés à de nombreuses reprises par les équipages des forces armées aériennes alliées ou de l'Axe, lors de la Seconde Guerre mondiale. 

« En 1943 et 1944, des boules lumineuses et des disques de très petites dimension (les foo-fighters) volèrent souvent de concert avec les bombardiers de la RAF ou de la Lutwaffe, sans les attaquer. Les équipages se demandaient à chaque fois s'il ne s'agissait pas d'engins secrets d'observation expérimentés par l'adversaire. La vérité apparut à la fin de la guerre : les objets n'appartenaient à aucun des belligérants. »

Les chasseurs fantômes sont considérés comme un des éléments fondateurs du phénomène ovnis.

## Étymologie
L'origine du terme foo fighter est généralement attribuée à la bande dessinée surréaliste Smokey Stover de William Holman. Le comics conte les aventures des pompiers Smokey Stover et son chef Cash U. Stover qui luttent contre les incendies avec un curieux véhicule sphérique et rouge à deux roues évoquant les formes aperçues par les aviateurs. L'une des phrases typiques de Smokey est Where there's foo there's fire (« Là où il y a du foo il y a du feu », ce foo pourrait provenir du « feu » français prononcé avec un accent anglo-saxon). Le livre, intitulé Smokey Stover the Foo Fighter, fut publié en 1938.

## Description
À partir de 1942, de nombreux membres d'équipage britanniques, américains, dont celui de Leonard H. Stringfield, mais aussi allemands ou japonais rapportèrent avoir été escortés par des formations de sphères lumineuses lors de leurs missions de combat, le plus souvent lors de missions nocturnes.
Ils eurent l'impression que ces sphères se dirigeaient de manière intelligente et affirmèrent que ces phénomènes suivaient les escadrilles de chasseurs ou de bombardiers. Plusieurs pilotes, pris de panique, essayèrent d'abattre ces sphères lumineuses mais sans résultat.
Les témoignages de certains équipages de bombardiers engagés au-dessus de l'Allemagne font état de véritables formations. Une commission d'étude créée par la Royal Air Force durant les hostilités a été officiellement close en 1944. Cependant, lors d'interrogatoires des pilotes de la Luftwaffe, les deux parties belligérantes avaient été observatrices de ce phénomène.

## Hypothèses
- À l'époque des faits, les témoins supposèrent que ces sphères étaient des prototypes secrets testés par l'ennemi. À la fin de la Seconde Guerre mondiale, l'accès aux archives des différents protagonistes invalida cette théorie : aucune armée engagée dans le conflit n'expérimenta de prototype d'appareil sphérique lumineux.
- On[Qui ?] évoqua la possibilité de phénomènes électriques rarissimes (comme les feux de Saint-Elme ou la foudre en boule).
- Certains sceptiques[Qui ?] parlèrent, également, de cas d'hystérie collective des équipages due au stress des missions de combat.
- Des médecins[Qui ?] évoquèrent des mirages dus à la persistance rétinienne après l'exposition aux obus traçants[2].